# 篪

箎

篪，音「持」，是起源于中国的一种横吹竹制吹管乐器，《广雅》中记载此乐器有八孔，但《周礼》中记载此乐器有七孔，而随着宫廷雅乐的逐渐衰落，现在此乐器已很罕见。已知台北孔庙收藏有古代精品“篪”，曾侯乙墓也曾出土一对篪，分别为G调和F♯调。
篪与笛的明显区别是篪的底端为有竹节全封闭，而笛的底端开放。
郭璞《尔雅注》：“篪，長尺四寸，圍三寸，一孔上出，寸三分，橫吹之。小者尺二寸。”（《尔雅·释乐》注）
《诗经·小雅·何人斯》：“伯氏吹埙，仲氏吹篪。”“埙篪”一词常用于比喻兄弟亲密和睦。

## 延伸阅读
[在维基数据编辑]
 《欽定古今圖書集成·經濟彙編·樂律典·篪部》，出自陈梦雷《古今圖書集成》